# Endospora
Un'endospora è una qualsiasi spora prodotta all'interno di uno sporangio o di uno sporocisti.
In batteriologia le endospore sono particolari strutture molto resistenti (anche a temperature molto alte) sviluppate da alcuni batteri in condizioni ambientali sfavorevoli. Da ogni batterio viene formata una ed una sola endospora e da una endospora si formerà solamente un batterio, quello che l'aveva precedentemente creata. Possono restare in uno stato di quiescenza anche per alcuni anni, finché le condizioni ambientali esterne non consentiranno nuovamente la sopravvivenza al batterio. Sono dotate e protette da un robusto strato peptidico.
Esse sono formate, dall'esterno verso l'interno, da:
- Primo strato o esosporio: costituito da sostanze peptidiche
- Secondo strato o rivestimento oppure anche tunica ("coat"): strato rigido di natura proteica con alternanza di amminoacidi che impediscono la degradazione della parete operata dall'enzima proteasi. Questo strato contiene proteine ricche di cisteina che sono legate tra loro tramite ponti disolfuro conferendo una maggiore stabilità e resistenza.
- Terzo strato o cortex: strato di peptidoglicano lasso, più sensibile al lisozima per favorire la germinazione.
- Quarto strato o core: DNA, ribosomi, Acido dipicolinico (o DPA, è costituito da un anello amminico che lega in posizione 2-6 due gruppi carbossilici e viene complessato a ioni Ca2+ rendendo il citoplasma molto più viscoso, rallentando quindi i movimenti interni della spora), SASP (Small Acid Soluble Proteins, sono particolari proteine che avvolgono il DNA proteggendolo da eventuali danni e nelle fasi vegetative iniziali forniscono i primi amminoacidi essenziali allo sviluppo della spora).[2]

La riattivazione della spora quiescente avviene quando vi è la giusta temperatura e la giusta concentrazione di nutrienti.
La riattivazione si divide in tre fasi: l'attivazione che è la fase in cui si riavviano tutti i processi metabolici, la germinazione dove viene riassorbita la tunica sporale e il batterio si avvia alla ricrescita e infine l'esocrescita dove vi è lo sviluppo definitivo del batterio con tutte le strutture citoplasmatiche perse in precedenza.